# Cantón de Grenoble-6
El cantón de Grenoble-6 era una división administrativa francesa, que estaba situada en el departamento de Isère y la región de Ródano-Alpes.

## Composición
El cantón estaba formado por una fracción de la comuna que le daba su nombre:
- Grenoble (fracción)

## Supresión del cantón de Grenoble-6
En aplicación del Decreto nº 2014-180 de 18 de febrero de 2014, el cantón de Grenoble-6 fue suprimido el 22 de marzo de 2015 y la fracción de la comuna que le daba su nombre se unió con las demás para que, por medio de una reestructuración cantonal, fueran creados los nuevos cantones de Grenoble-1, Grenoble-2, Grenoble-3 y Grenoble-4.